# Cabanasses
Cabanasses és una partida del terme municipal de Tremp, al Pallars Jussà, dins de l'antic terme de Gurp de la Conca. Està situada en el coster que uneix els pobles de Tendrui i Sant Adrià, al nord-oest del primer i al sud-est del segon, aproximadament equidistant entre ells, decantat cap al vessant del barranc de Sant Adrià.